# Colonia Gómez Morín
Colonia Gómez Morín är en ort i Mexiko.   Den ligger i kommunen Ensenada och delstaten Baja California, i den nordvästra delen av landet, 2 200 km nordväst om huvudstaden Mexico City. Colonia Gómez Morín ligger 279 meter över havet och antalet invånare är 1 362.
Terrängen runt Colonia Gómez Morín är kuperad. Runt Colonia Gómez Morín är det glesbefolkat, med 8 invånare per kvadratkilometer. Närmaste större samhälle är Ensenada, 5,5 km väster om Colonia Gómez Morín. Omgivningarna runt Colonia Gómez Morín är i huvudsak ett öppet busklandskap.